# Koray Arslan
Koray Arslan (Bor, 1º ottobre 1983) è un ex calciatore turco, di ruolo difensore.

## Caratteristiche tecniche
Terzino destro, può essere schierato anche come esterno sulla medesima fascia.

## Carriera
Ha giocato nella prima divisione turca.